# Tetronarce californica
A Tetronarce californica, também conhecida como arraia-elétrica-do-Pacífico, é uma espécie de Torpediniformes da família Torpedinidae [en], endêmica das águas costeiras do nordeste do Oceano Pacífico, da Baixa Califórnia à Colúmbia Britânica. Geralmente, habita planícies arenosas, recifes rochosos e florestas de algas, desde a superfície até uma profundidade de 200 m, mas também é conhecida por fazer incursões em zonas pelágicas. Medindo até 1,4 m de comprimento, essa espécie tem espiráculos de borda lisa (aberturas respiratórias emparelhadas atrás dos olhos) e coloração dorsal cinza-escura, ardósia ou marrom, às vezes com manchas escuras. A forma do corpo é típica do gênero, com um disco de nadadeira peitoral arredondado mais largo do que longo e uma cauda grossa com duas nadadeiras dorsais de tamanho desigual e uma nadadeira caudal bem desenvolvida.
Solitária e noturna, a arraia-elétrica-do-Pacífico pode gerar até 45 volts de eletricidade com o objetivo de subjugar a presa ou se defender. Ela se alimenta principalmente de peixes ósseos, emboscando-os do substrato durante o dia e caçando-os ativamente à noite. A reprodução é ovovivípara, o que significa que os embriões são inicialmente nutridos pelo vitelo, posteriormente suplementados pelo histotrofo (“leite uterino”) produzido pela mãe. As fêmeas têm ninhadas de 17 a 20 filhotes, provavelmente uma vez a cada dois anos. Deve-se ter cuidado com a arraia-elétrica-do-Pacífico, pois sabe-se que ela age de forma agressiva quando provocada e seu choque elétrico pode incapacitar um mergulhador. Ela e outras raias elétricas são usadas como organismos-modelo para pesquisa biomédica. A União Internacional para a Conservação da Natureza (IUCN) listou essa espécie como pouco preocupante, pois ela não é pescada em números significativos.

## Taxonomia
A arraia-elétrica-do-Pacífico foi descrita pelo ictiólogo americano William Orville Ayres, o primeiro curador de ictiologia da Academia de Ciências da Califórnia, que lhe deu o nome do estado americano onde foi descoberta pela ciência pela primeira vez. Ayers publicou seu relato em 1855, no volume inaugural de Proceedings; nenhum espécime-tipo foi designado. Em 1861, Theodore Nicholas Gill colocou essa espécie em seu recém-criado gênero Tetronarce [en], com base em seus espiráculos de borda lisa. Autores posteriores geralmente consideram Tetronarce como um subgênero de Torpedo.  As arraias-elétricas muito semelhantes encontradas no Peru, Chile e Japão podem ser as mesmas desta espécie. Outros nomes comuns usados para esta arraia incluem arraia-torpedo-da-Califórnia, torpedo-do-Pacífico ou simplesmente arraia-elétrica ou arraia-torpedo. Esta espécie é colocada no gênero Tetronarce.

## Distribuição e habitat
A única arraia-elétrica encontrada no oeste da América do Norte, a arraia-elétrica-do-Pacífico ocorre tão ao sul quanto a Baía Sebastian Vizcaíno [en], na Baixa Califórnia, e tão ao norte quanto a Entrada Dixon, no norte da Colúmbia Britânica. É mais comum ao sul de Point Conception, na Califórnia, sendo que as raias ao norte de Point Conception talvez representem uma ou mais populações separadas.
Ao largo da Califórnia, a arraia-elétrica-do-Pacífico é geralmente encontrada a uma profundidade de 3 a 30 m, enquanto ao largo da Baixa California é geralmente observada a uma profundidade de 100 a 200 m. Foi relatada a uma profundidade de até 425 m. Essa espécie prefere temperaturas de 10 a 13 °C. Frequenta planícies arenosas, recifes rochosos e florestas de algas. No entanto, um indivíduo foi filmado a 17 km a oeste de Point Pinos, no Condado de Monterey, na Califórnia, nadando a 10 m abaixo da superfície em águas com 3 km de profundidade; essa e outras observações sugerem que essa espécie faz excursões periódicas para longe dos habitats costeiros rasos, na zona eufótica.

## Descrição

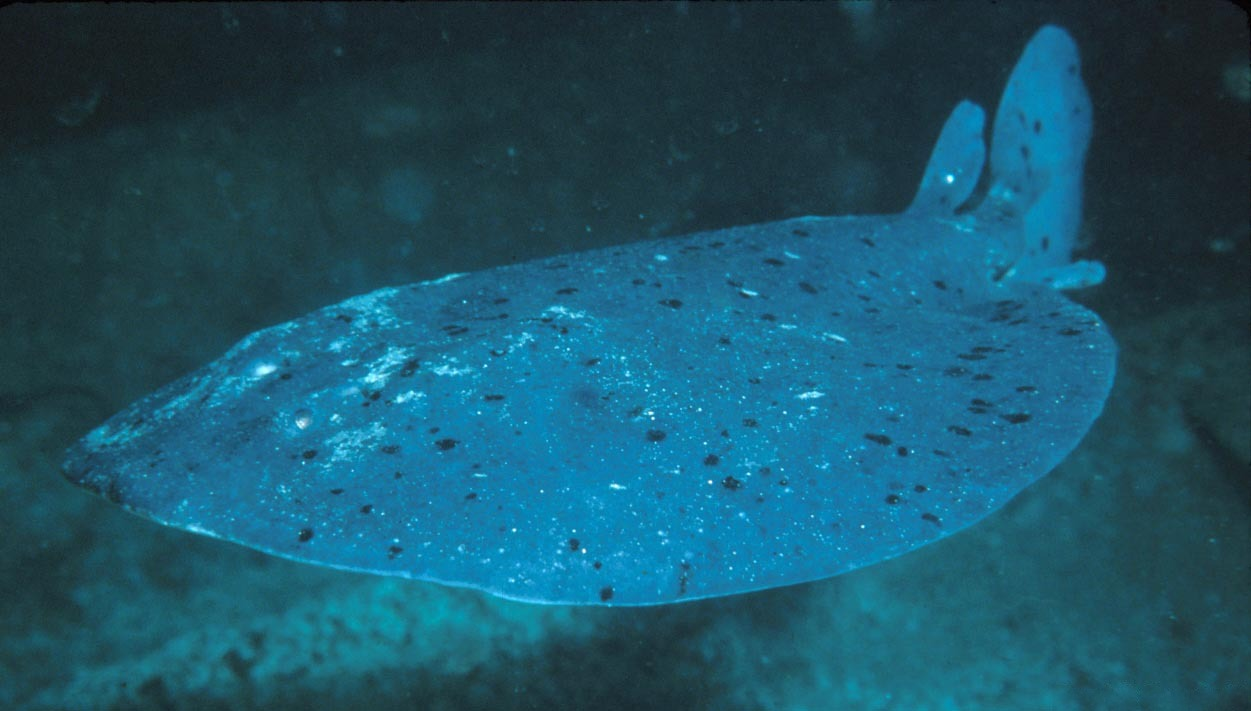
Algumas arraias-elétricas-do-Pacífico têm manchas escuras na superfície superior.

A arraia-elétrica-do-Pacífico tem um corpo macio e flácido, desprovido de dentículos dérmicos. Possui um disco de nadadeira peitoral oval com cerca de 1,2 vezes a largura e o comprimento, com uma margem frontal quase reta e um par de órgãos elétricos [en] em forma de rim visíveis sob a pele. Os olhos são pequenos e seguidos por espiráculos de borda lisa; o espaço entre os espiráculos e a ponta do focinho é cerca de 1,8 vezes a distância entre os espiráculos. Há uma cortina de pele entre as narinas que quase alcança a boca, que é arqueada com sulcos profundos nos cantos. A distância entre a boca e a ponta do focinho é aproximadamente igual à largura da boca e três vezes maior que a distância entre as narinas. Há 25-28 fileiras de dentes superiores e 19-26 fileiras de dentes inferiores; cada dente é pequeno e liso, com uma única cúspide afiada. As arraias-elétricas-do-Pacífico são encontradas no Japão, no sul das Ilhas Kuril e no monte submarino Kinmei; em Wiah Point, na Ilha Graham, no norte da Colúmbia Britânica até Todos Santos, no sul da Baixa Califórnia, incluindo a Ilha Guadalupe, na região central da Baixa Califórnia e no Peru. também houve um registro do Golfo da Califórnia. É comum desde a Baía de São Francisco em direção ao sul até o sul da Baixa California. As arraias-elétricas-do-Pacífico podem atingir um comprimento de mais de 140 cm e 18-23 cm ao nascer. As arraias-elétricas-do-Pacífico são capazes de nadar a uma profundidade desde a zona de surfe até 1.079 m, geralmente mais rasas do que 300 m.
Há duas nadadeiras dorsais, sendo que a primeira tem mais que o dobro do tamanho da segunda e está posicionada em frente às grandes nadadeiras pélvicas. A cauda é curta e atarracada, terminando em uma nadadeira caudal grande e triangular com uma margem posterior quase reta. Essa raia é cinza-escura, ardósia ou marrom na parte superior, às vezes com pequenas manchas escuras que aumentam em número com a idade; a parte inferior é branca. Os machos atingem um comprimento máximo conhecido de 0,9 m e as fêmeas, 1,4 m. O peso máximo registrado é de 41 kg.

## Biologia e ecologia
Com um fígado oleoso considerável e tecidos de baixa densidade, a arraia-elétrica-do-Pacífico tem flutuabilidade quase neutra e pode pairar na coluna d'água com pouco esforço. A força propulsora é fornecida pela cauda muscular, enquanto o disco é mantido rígido. Estudos de telemetria mostraram que essa espécie nada principalmente à noite, quando entra em recifes e outros habitats com relevo elevado, e passa a maior parte do dia em áreas abertas próximas, enterradas em sedimentos. É nômade e solitária, embora vários indivíduos possam descansar na mesma área.
Como outros membros de sua família, a arraia-elétrica-do-Pacífico produz poderosos choques elétricos para ataque e defesa. Seus órgãos elétricos emparelhados são derivados de músculos e compreendem aproximadamente 15% de seu peso total, consistindo em muitos milhares de “placas elétricas” gelatinosas empilhadas em colunas hexagonais verticais. Essas colunas funcionam essencialmente como baterias conectadas em paralelo; uma arraia adulta grande pode gerar cerca de 45 volts de eletricidade com uma potência elétrica de 1 kW, devido à baixa resistência interna. Os órgãos elétricos descarregam corrente contínua em pulsos, cada um com duração de 4-5 ms. Ao atacar a presa, nos primeiros momentos, a arraia normalmente produz pulsos a uma taxa de 150 a 200 por segundo, diminuindo a velocidade com o tempo. Mais de mil pulsos podem ser produzidos ao todo, dependendo do tempo necessário para que a presa seja subjugada. A taxa de pulsação aumenta com a temperatura da água.
Devido ao seu grande tamanho e às suas defesas formidáveis, a arraia-elétrica-do-Pacífico raramente é vítima de outros animais. Há um registro de uma arraia sendo alimentada por uma orca (Orcinus orca) ao largo da Ilha de Santa Catalina. O Cancellaria cooperi [en] é um parasita especializado dessa arraia e, possivelmente, de outros peixes que vivem no fundo do mar, como o Squatina californica. O Cancellaria cooperi é atraído pelas substâncias químicas contidas no muco da superfície da raia; ele faz um pequeno corte na superfície ventral da raia e usa sua probóscide para sugar o sangue. Outros parasitas conhecidos dessa espécie incluem o copépode Trebius latifurcatus, o tremátode Amphibdelloides maccallumi, e a tênia Acanthobothrium hispidum.

### Alimentação

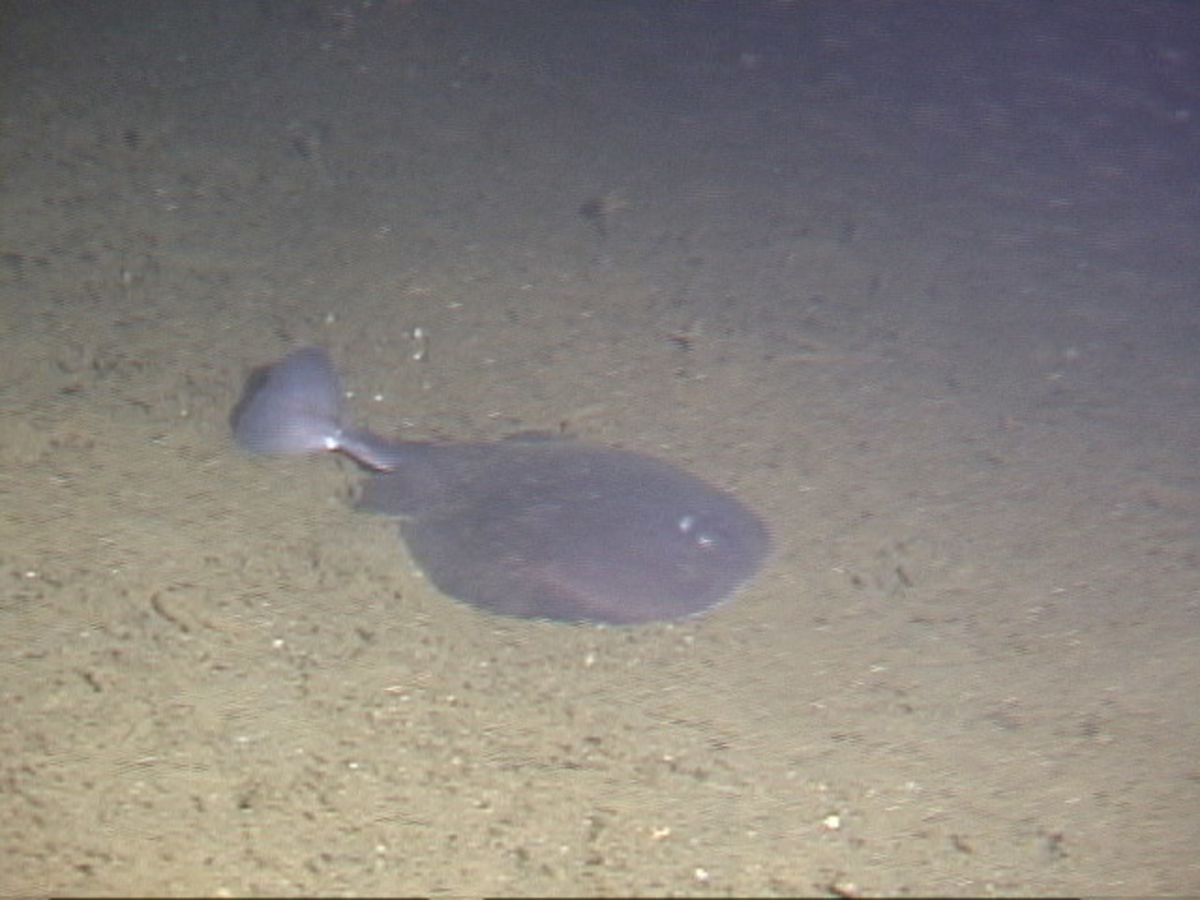
À noite, a arraia-elétrica-do-Pacífico caça ativamente no fundo do mar.

A arraia-elétrica-do-Pacífico se alimenta principalmente de peixes ósseos, incluindo anchovas, arenques, pescadas, cavalinhas, cienídeos, peixes da família Sebastidae, peixes da família Embiotocidae e Pleuronectiformes, mas também ingere cefalópodes e invertebrados se tiver oportunidade. Suas mandíbulas são altamente distensíveis, o que lhe permite engolir presas surpreendentemente grandes: uma fêmea de 1,2 m de comprimento foi observada ingerindo um salmão-prateado (Oncorhynchus kisutch) com quase metade do seu comprimento. Durante o dia, a arraia-elétrica-do-Pacífico é um predador de emboscada: quando um peixe se aproxima de sua cabeça, a arraia “salta” para frente de seu local de repouso e dobra seu disco para envolvê-lo, enquanto dá fortes choques. Quando o peixe é subjugado, a arraia se reposiciona para engoli-lo de cabeça para baixo. O processo inteiro leva cerca de dois minutos.
À noite, quando muitos peixes diurnos descem da coluna d'água e ficam inativos a uma curta distância acima do fundo, a arraia-elétrica-do-Pacífico muda para uma estratégia de caça ativa. Ela persegue os peixes nadando lentamente ou simplesmente flutuando na água; quando se aproxima a 5 cm da presa, ela avança e envolve novamente a presa em seu disco enquanto aplica choques. Para prender melhor o peixe em seu disco, a arraia dá pequenos golpes com a cauda que, às vezes, a fazem dar cambalhotas. Por fim, a presa atordoada é levada até a boca com ondulações do disco. Em um caso registrado, uma fêmea de 75 cm de comprimento capturou e consumiu um Trachurus symmetricus [en] de 20 cm de comprimento em menos de 10 segundos. Amostragens noturnas com redes de cerco na superfície da Baía de Monterey capturaram arraias-elétricas-do-Pacífico em números surpreendentes, sugerindo que elas sobem do fundo para se alimentar de peixes pequenos.
Embora a arraia-elétrica-do-Pacífico se alimente a qualquer hora, ela age muito mais rapidamente à noite do que durante o dia. A maioria das capturas de presas ocorre na escuridão ou em condições turvas, quando seus olhos são praticamente inúteis. Em vez disso, ela se baseia na eletrorrecepção por meio de suas ampolas de Lorenzini para localizar o alimento. Experimentos em campo mostraram que ela ataca campos elétricos gerados artificialmente e eletrodos metálicos condutores. Os sinais sensoriais mecânicos, detectados por meio da linha lateral, também desempenham um papel importante: essa espécie foi observada atacando preferencialmente presas que se movem mais rapidamente, mesmo que um item alimentar mais próximo estivesse disponível.

### História de vida
A arraia-elétrica-do-Pacífico apresenta ovoviviparidade, com os embriões em desenvolvimento recebendo inicialmente a nutrição do vitelo e, posteriormente, do histotrofo (“leite uterino”, enriquecido com proteínas, gordura e muco) produzido pela mãe e distribuído por meio de crescimentos especializados do revestimento uterino. As fêmeas maduras têm dois ovários e dois úteros funcionais. A reprodução ocorre durante todo o ano, com os machos aparentemente capazes de acasalar todos os anos e as fêmeas a cada dois anos. O período de gestação é desconhecido. Os tamanhos de ninhada relatados variam de 17 a 20; pelo menos o número de óvulos, e talvez também o número de filhotes, aumenta com o tamanho da fêmea.
Os recém-nascidos medem de 18 a 23 cm de comprimento e dobram de tamanho no primeiro ano de vida, acrescentando cerca de 25 cm ao seu comprimento. Os machos crescem mais rápido do que as fêmeas, mas atingem um tamanho final menor. A maturidade sexual é atingida com 65 cm de comprimento e 7 anos de idade para os machos, e 73 cm de comprimento e 9 anos de idade para as fêmeas. Os indivíduos mais velhos documentados têm 16 anos de idade e, extrapolando a partir das curvas de crescimento, a expectativa máxima de vida dessa espécie pode ser superior a 24 anos.

## Interações com seres humanos

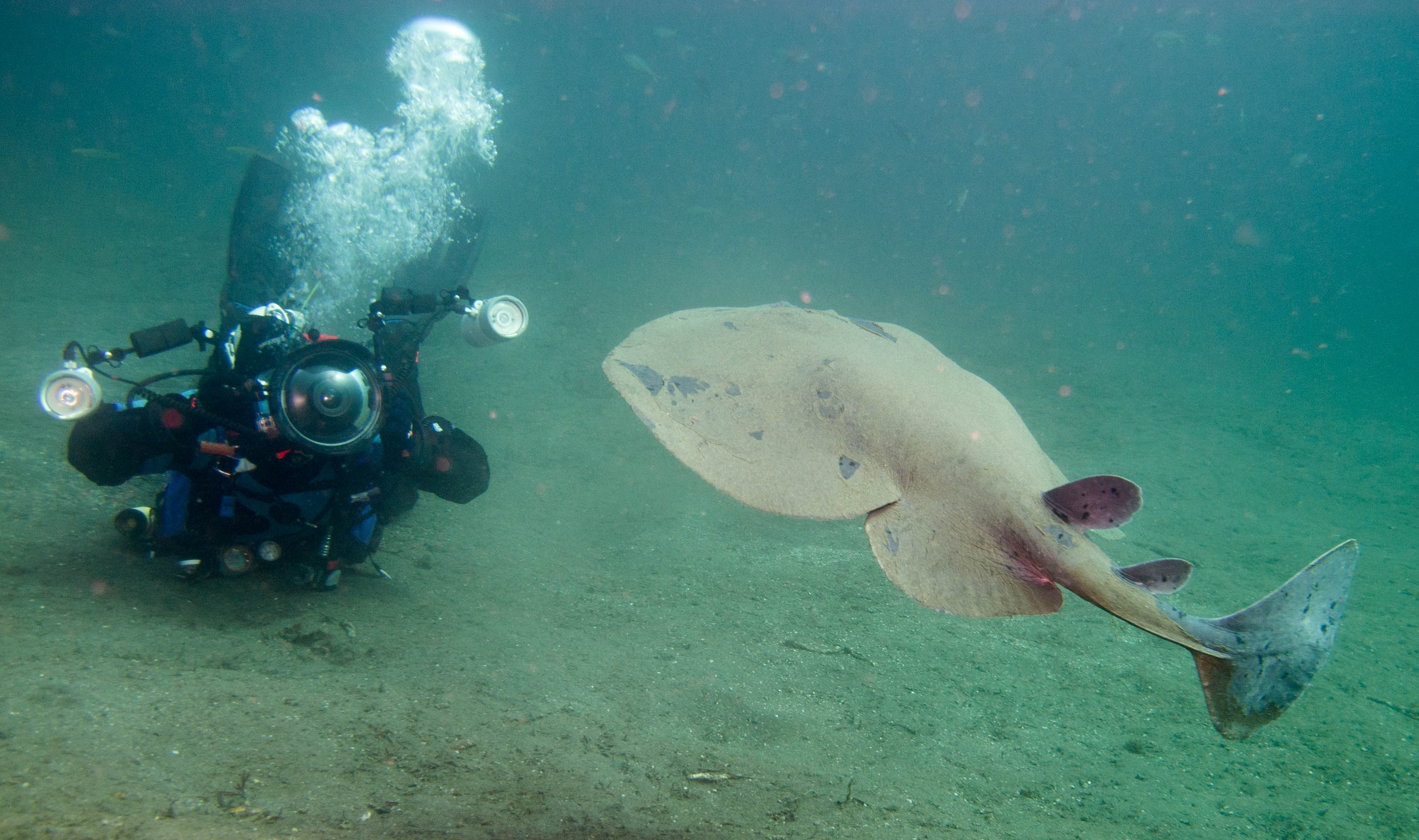
Arraia-elétrica-do-Pacífico com mergulhador, na costa da Ilha Anacapa.

O choque gerado pela arraia-elétrica-do-Pacífico pode ser suficiente para derrubar um ser humano adulto. Ela deve ser tratada com cuidado, especialmente à noite, quando está ativa, e é conhecida por atacar os mergulhadores com a boca aberta se for perturbada. Não se sabe se é responsável por nenhuma fatalidade, mas pode ter se envolvido em vários acidentes de mergulho fatais e inexplicáveis. Essa espécie não se sai bem em cativeiro, pois geralmente se recusa a se alimentar quando é introduzida em um aquário. Desde 2000, o Aquário da Baía de São Francisco [en] e o Aquário da Baía de Monterey têm tido algum sucesso em manter as arraias-elétricas-do-Pacífico, oferecendo-lhes comida em movimento.
A arraia-elétrica-do-Pacífico e seus parentes são usados como organismos-modelo para pesquisa biomédica, pois seus órgãos elétricos contêm uma abundância de proteínas importantes do sistema nervoso, como o receptor nicotínico de acetilcolina e a acetilcolinesterase. Nas décadas de 1970 e 1980, os receptores de acetilcolina dessa espécie e da tremelga-marmoreada (Torpedo marmorata) foram os primeiros receptores de neurotransmissores a serem isolados e sequenciados, o que é considerado um marco de sucesso no campo da neurobiologia. Isso levou a vários outros avanços, sendo um dos mais significativos a elucidação da fisiopatologia subjacente à miastenia grave. Uma pequena pescaria comercial no sul da Califórnia fornece arraias-elétricas-do-Pacífico para fins de pesquisa; desde 2005, essa pescaria pode ter empregado apenas dois pescadores. Por outro lado, essa arraia não tem valor econômico. Ela é capturada incidentalmente por pescas comerciais de arrasto e de rede de emalhar e por pescadores esportivos com anzol e linha. Essas atividades parecem ter pouco impacto sobre sua população, o que a levou a ser listada como pouco preocupante pela União Internacional para a Conservação da Natureza (IUCN). A pesca dessa arraia não é gerenciada pelo Conselho de Gestão de Pesca do Pacífico.